# Coachella
Coachella é uma cidade localizada no estado americano da Califórnia, no Condado de Riverside. Foi incorporada em 13 de dezembro de 1946.
A cidade recebeu seu nome devido ao vale onde está localizada, o Coachella Valley, região que deu nome ao Coachella Valley Music and Arts Festival, um festival anual de música sediado na cidade de Indio.

## Geografia
De acordo com o United States Census Bureau, a cidade tem uma área de 75 km², onde todos os 75 km² estão cobertos por terra.

### Localidades na vizinhança
O diagrama seguinte representa as localidades num raio de 24 km ao redor de Coachella. 

## Demografia
Segundo o censo nacional de 2010, a sua população é de 40 704 habitantes e sua densidade populacional é de 542,86 hab/km². Possui 9 903 residências, que resulta em uma densidade de 132,07 residências/km².